# 自検断
自検断（じけんだん）とは、中世日本の村落（惣村・郷村など）が、自ら検断を実施することをいう。地下検断（じげけんだん）ということもある。

## 概要
検断とは、統治すること・裁判することを意味する用語であり、中世日本では治安行政と刑事司法、さらに軍事までもが未分化だったため、領地・村落内の内政、外交を行い、統治することが裁判を行うことと密接につながっていた（日葡辞書によると、検断は統治・裁判を行う役職、とある）。こうした検断に関する事案を当時の用語で「検断沙汰」というが、検断沙汰には、殺人・傷害事件、窃盗・強盗事件、また謀叛など、治安を脅かす罪科に対する訴訟・裁判が含まれていた。
中世においては国家の権力や社会の隅々、すなわち個々の村々や住民にまでその支配を浸透させることが不十分であった。代わって荘園領主などの支配者が検断権を行使して村々や住民を支配しようとしたが、それも時代が下るにつれて衰退し、代わりに村落などの共同体が自治を確立させるようになる。支配者の支配手段の1つであった検断権も代わりに共同体の慣習的な内部規制によって行われるようになり（検断地下請）、また検断権の行使の際に摘発された者の財物が得分として行使者に渡ることになっており、自検断の実施は共同体内の利益が検断を通じて外部に流出するのを防止するという側面もあった。これらの村落では、惣内部の法規定として、明文化された惣掟（そうおきて）を全構成員の合意のもとに制定し、惣掟に違反した者へ厳しく検断権を実行していった。特に窃盗・放火・殺人に対する検断は非常に重く、死刑とされることが多かった。さらに対立する村落間の紛争もしばしば自らの保有する武力によって解決され、村落ごとに高地に城砦を備え、また成員が戦闘訓練を受けていることも通例であった。また、検断権の行使を巡って、惣と支配者とで対立が生じることもあったが、惣から支配者へ交渉し、惣の検断権が追認されることも少なくなかった。

## 歴史
検断権は、もともと荘園・公領領主が保有していたと考えられている。鎌倉期には、幕府が中央政府からの委任に基づいて、検断権行使の中枢を担っていたが、あくまで建前上の権限は領主にあった。ところが、室町期になると、自立した百姓らによる自治村落（惣村）の形成が進み、こうした惣村では、惣内部や時には対立する他の惣との紛争解決の検断沙汰についてすら自ら検断権を行使するようになった。これが自検断である。惣内部の事案といえども、本来ならば、領主又はその委任を受けた守護・地頭が検断権を行使するのが、前代までの慣習であったが、惣村などの自治性の高い村落は、領主の検断介入を拒否・排除し、自検断を行うようになっていった。
戦国期になると、戦国大名の一円支配が進み、自検断は表向き次第に消滅もしくは縮小していったが、一方で自検断の存在を示す近江国菅浦の菅浦惣中壁書案が永禄年間に浅井氏の一円支配に対抗していた時期に出されていることなど、大名権力に対する抵抗手段として自検断の論理が展開されたケースもあった。江戸時代以降も村や町（ちょう）といった公認共同体は事実上それに近い自治権を、あたかも自検断権を放棄しているかのごとき建前に立った、政権との妥協と黙認の上に、保持し続けた。こうした自検断権の裏づけとなる軍事警察力の保証としての武器の保有も、建前上は刀狩以降放棄した形式をとり、百姓身分の者は身分表象としての帯刀を放棄することでそれを示していた。
しかし、刀狩以降に起きた戦乱である関ヶ原の戦いや大坂の陣、島原の乱では、大名の兵力の多くは、百姓からの召集兵や傭兵が占めており、刀狩で百姓はすべての武器を没収されたわけではない。島原の乱以降も、個々の村には膨大な数の刀槍、鉄砲が神仏への献納物、あるいは害獣・害鳥の駆除・威嚇の名目で備蓄されていた。
明治維新の時期に行われた、廃刀令は、武士身分の解体であると同時に、大礼服の着用者や警察官、軍人の帯刀が許されたことを踏まえると、刀を、明治政府の支配の担い手の象徴と位置付ける意義があった。確かに、廃刀令で、刀を見せ見らかして携帯することは禁じられた。しかし、刀を隠して携帯することは禁止されず、廃刀令ですべての刀が没収されたわけではない。そのため、多くの庶民が家に刀を保管しており、廃刀令以降も国家権力はあからさまにこれに手をつけられない状態であった。
太平洋戦争末期の本土決戦計画においては、政府や軍部は、庶民が保管していた、日本刀や火縄銃などを利用しようと目論んだ。
自検断権の象徴たるこれらの膨大な刀槍、銃器が完全に廃棄されたのは、太平洋戦争の敗戦後、警察が軍国主義の排除という名目と占領軍の武力と威光を背景に、没収の実行に成功してからであった。